# Denis Dmitrijewitsch Batschurin
Denis Dmitrijewitsch Batschurin (russisch Денис Дмитриевич Бачурин; * 7. Juni 1991 in Nowosibirsk, Russische SFSR) ist ein russischer Eishockeyspieler, der seit Dezember 2014 bei Slawutin Smolensk in der drittklassigen Russischen Eishockeyliga unter Vertrag steht.

## Karriere
Denis Batschurin begann seine Karriere als Eishockeyspieler in seiner Heimatstadt in der Nachwuchsabteilung des HK Sibir Nowosibirsk, für dessen Juniorenmannschaft Sibirskije Snaipery Nowosibirsk er von 2009 bis 2011 in der multinationalen Nachwuchsliga Molodjoschnaja Chokkeinaja Liga aktiv war. Die Saison 2011/12 begann der Verteidiger beim MHL-Team Mamonty Jugry und beendete sie bei dessen Ligarivalen Sneschnyje Barsy Astana. Für dessen Kooperationspartner Barys Astana aus der Kontinentalen Hockey-Liga gab er in der Saison 2012/13 sein Debüt im professionellen Eishockey. Parallel kam er jedoch weiterhin für Sneschnyje Barsy Astana in der MHL zum Einsatz.
Die Saison 2013/14 begann er beim HK Almaty, ehe er im November 2013 zum HK Astana wechselte.